# 川合伸旺
川合 伸旺（かわい のぶお、1932年4月18日 - 2006年6月24日）は、日本の俳優、声優。愛知県豊橋市出身。
悪役俳優として知られ、特に時代劇での悪代官役で著名であった。

## 来歴
1945年、豊橋市立八町小学校卒業。同年に豊橋空襲で自宅を失う。
終戦後、通学する愛知県立豊橋中学校が新学制度により、愛知県立豊橋時習館高等学校となる。在学中は美術部に在籍しており、演劇部のため書き割りを描いてた際に「役者が足りないからちょっとやってみて」と言われたことがきっかけで俳優を目指す。1951年に高校を卒業し上京、舞台芸術学院本科に入学する。
卒業後は劇団青俳へ入所。『反応工程』『モンセラ』などの舞台に立つ傍らで、1956年公開の映画『道』に「河井信旺」名義で映画初出演を果たした。
1959年、映画『女子大学生 私は勝負する』に現名義で初出演。同年には、海外ドラマ『コルト45』の吹き替えで声優としてもデビューした。
1962年、テレビドラマ『献身』でヒロイン（小畠絹子）をいじめる青年実業家の役を演じる。以降は様々な作品で悪役を演じ、悪役俳優としての地位を確立した。
1965年、劇団NLTに移籍、同劇団分裂後は三島由紀夫が主催していた浪曼劇場に所属していた。
1971年からフリーランスとなり、その後はプロモーション・プラスワンからエ・ネストを経て、再びフリーで活動。
2003年末、腹部大動脈瘤の手術中に脳梗塞を発症。以降は出演予定だった舞台などを降板し、闘病のため芸能活動を休止していた。
2006年6月24日19時56分、脳梗塞のため東京都中央区の病院で死去。74歳没。葬儀は、同月30日に代々幡斎場で営まれた。遺作は、2003年12月24日放送の『はみだし刑事情熱系 クリスマス2時間スペシャル』となった。

## 人物・エピソード
数々の時代劇や刑事ドラマで悪役として活躍する一方、『激突! 殺人拳』では温厚・沈着冷静な空手家を、『翔んでる!平賀源内』ではドジな町奉行をコミカルに演じ、幅広い役をこなしていた。
最初に人前で芝居をしたのは、小学1年生の学芸会での「花咲かじいさん」であり、この時から悪いお爺さん役だったという。当時は子供だったため推薦で決まったこの役が嫌だったが、学級委員長を務めていたために先生からも「級長がみんなの前でそんなことができないようじゃダメだ」と言われ、仕方なくやったとのこと。
悪役に関しては「悪が強くないと盛り上がらない」との持論を持っていた。悪役をやっていて良かったことには「人間として間違わないこと」を挙げている。
役者としてのプロ意識が高いことで知られた。舞台で主演俳優に斬られることとなった際、躊躇せず後ろから倒れるためマネージャーが「けがをするからやめてください」と頼むも、最後までそれを崩すことはなかったという。これに川合は、アザだらけになるも「必死でやらないとお客さんに失礼」との考えからやり通したと述べている。
プライベートでは大変気さくな穏やかな人柄であった。優しくまめな性格で、自宅でも妻の家事をよく手伝っていたという。
1969年、劇団NLTで知り合った市川靖子と再婚。同年9月7日、日枝神社で挙式。1971年2月に長女、1972年8月に長男が誕生。後に離婚し、1985年に再婚した。1992年時点では、4歳になる子どもがいることを本人が語っている。
趣味・特技は、射撃と歌。また、1980年代には小学生時代から好きだったという絵を再開。1987年から色紙絵を始めており、晩年は画家として個展を開催していた。

### 悪代官として
時代劇では『水戸黄門』や『暴れん坊将軍』など悪代官役で定評があり、ファンの間では“ミスター悪代官”の愛称で親しまれた。「お主も悪よのう」の決め台詞など、悪代官のイメージを確立させた第一人者とも言われる。
悪代官役を始めた頃、当時は新劇出身だったために刀も持ったことがなく何もできず、共演者から厳しくされ苦労していた。そんな時、その子分役で出演するベテランの時代劇俳優たちから「僕ら主役に斬られるための悪役をやってるんじゃないよ。川合さんが演じている代官の子分をやってるんだ。代官を信用して守っているから、斬られて死んでいくんだ。だからどうか、川合さんももっと勉強して欲しい」と言われたことで感銘を受け、「確かに下手な殺陣をやってる親分には誰もついてこないし、見ててかっこがつかない」と専門家のもとで必死に勉強したという。この経験から、「時代劇は基本をわきまえた人しかやったらいけない、それくらい厳しいものだと思っています」と語っており、若手に対しても「『最初はできなくてあたりまえ』なんて思ったらよくない」「もし演技で不安があったら、撮影中でも『今のとこ、あれで良かったでしょうか？』ってどんどん先輩に聞けばいい。教えてくれるのを待っていたら進歩しないです」と述べている。
街頭で通り掛りの子供達から「悪代官だ！」と声を掛けられても、決して嫌な顔をせず、笑顔で手を振って答えていたという。これに川合自身は「子供達が私の名前を知らなくても、顔を見ただけで『時代劇の悪代官の人だ！』と言われるのは、役者としてとても嬉しいことです」と語っていた。その一方、同級生の友達から「テレビに川合伸旺が映っても、あれはお父さんの友達だぞって子どもに言えないんだよなぁ」と言われた時は「もし僕が正義の味方の役だったら、友達も威張れるのにな」と寂しさを覚えたという。
『水戸黄門』には49回出演。2003年時点で、悪代官としては歴代2位の出演回数であった。
「お主も悪よのう」の決め台詞は、同じく時代劇の悪役で著名だった田口計と共にカンロのど飴のCMに出演した際に考案された。最初は違う台詞が用意されていたが、撮影をするうちに二人でこの台詞に変えてしまったといい、そのCMが有名になったことで定着したという。なお、この経緯から実際のドラマで台詞を披露したことはあまりないという。
その人気の高さから、アルフレックスにより川合の悪代官姿をモデルにしたフィギュア人形が発売されたほどだった。川合自身はフィギュア化を非常に喜びつつも「こんなものが売れるのかな」と心配していたが、即完売したという。

### 声優として
声種はバリトン。
主に吹き替えで活躍。ジェームス・ディーンやマーロン・ブランドの吹き替えを担当し、時代劇で見せる悪役のイメージとは正反対の正統派な役を多数演じていた。中でも、ポール・ニューマンの吹き替えは「ムードが似ている」という理由で起用されて以降、ほぼ専属で担当していた。
声優業について、声を作るなど技術的なことはできないため「中身」を大切に演じており、「自分に近いものにして欲しいとその俳優が望むと考えて、ぼくは芝居のムード作りに非常に重点を置いてアテています」と語っている。また「ぼくは時代劇ばかりやっているんで、時代劇しかできないと思われているかもしれませんが、ジェームス・ディーン、マーロン・ブランド、ポール・ニューマンの芝居は、自分の役者としての大事な手本でした。その意味でも、アテレコをやらせてもらったのは非常に幸せだったと思います」と述べている。
ポール・ニューマンについて川合は、チャーミングな表情と知的センス、甘さ、型破りなものなど、ニューマンの持つものを大切にしながら演じたという。また「ぼくは悪役のイメージが強いから、アテていても今にイメージダウンになるのじゃないか」と心配しており、「時々、ぼくの顔を忘れて（声を）聞いてほしいです」というコメントを残している。ニューマン出演作で好きな作品には『ハスラー』を挙げている。
思い出深い出演作には、『レッド・サン』での三船敏郎の吹き替えを挙げている。三船本人から「どうしてもやってくれ」と頼まれ担当したという。

## 後任
川合の死後に持ち役を引き継いだのは以下のとおり。
- 秋元羊介（『スパイ大作戦 地下百メートルの円盤』：ジーグラー大佐役）※追加録音分
- 江川央生（『シャーロック・ホームズの冒険「四人の署名」』：ジョン・スモール役）※DVD完全版追加吹替分

## 出演作品（俳優）

### テレビドラマ
- 七人の刑事（1961年 - 1969年）（TBS）
- 風の視線（1962年、NET）
- 風雪（NHK）
  - 「最後の将軍」（1964年） - 三条実美
  - 「天保銭野郎」（1964年） - 豊田佐吉
  - 「雪の進軍 八甲田山の悲劇」（1965年） - 神成文吉
- ザ・ガードマン（TBS / 大映テレビ室）
  - 第4話「赤いエレベーター」（1965年）
  - 第35話「姿なき眼」（1965年）
  - 第110話「栄光への罠」（1967年）
  - 第152話「愛と憎しみの弾丸」（1968年）
  - 第166話「殺されに来た二人の男」（1968年）
  - 第186話「奥様は泥棒稼業」（1968年）
  - 第189話「現金輸送車奇襲作戦」（1968年）
  - 第230話「海底強盗団」（1969年）
  - 第279話「未亡人に招かれた男」（1970年）
  - 第294話「ハレンチ奥さんの完全犯罪」（1970年）
  - 第303話「父親の子守唄で復讐が始まる」（1971年）
  - 第309話「顔に傷のある悪女」（1971年） 他
- 秘密指令883  （1967年 - 1968年、CX / 大映テレビ室）第7話「地獄へ突走れ」
- 銭形平次（CX / 東映）
  - 第56話「母娘流し」（1967年） -  堀田
  - 第152話「投げ銭由来」（1969年） -  芳松
  - 第193話「いぬ」（1970年） -  近藤圭之助
  - 第231話「矢場へ来た用心棒」（1970年） - 不動の伝造
  - 第309話「裏切り者」（1973年） - 筧総十郎
  - 第423話「哀しき追跡」（1974年） - 逸見太介
  - 第505話「上方から来た男」（1975年） -  蝮の五郎蔵
  - 第515話「鬼っ引きの涙」（1976年） - 佐久間の玄三
  - 第587話「平次御用旅」（1977年） - 竜神の辰五郎
  - 第752話「鬼面組御用!」（1981年） -  内藤監物
  - 第794話「危うし!亀沢藩十二万石」（1982年） - 宝珠院惣庵
  - 第828話「盗っ人の純情」（1982年） - 川甚
- 特別機動捜査隊（NET  / 東映）
  - 第313話「佐渡の踊り子」（1968年） - 署次長
  - 第316話「北国の女」（1968年） - 森下
  - 第564話「誘拐」（1972年） - 藤本
  - 第583話「初笑いトバッチリ三船班」（1973年） - 藤村
  - 第647話「三船の野郎が憎い」（1974年) - 風間
  - 第654話「矢崎班緊急出動せよ」（1974年）  - 中山刑事 ※友情出演
  - 第792話「情念の女」（1977年） - 吉岡薩夫
- キイハンター（TBS / 東映）
  - 第62話「宝の山は地獄の一丁目」 (1969年)　- 諸星
  - 第82話「暗殺航路に進路をとれ」（1969年）
  - 第112話「サイコロGメン危機一髪」（1970年）
  - 第128話「大脱走は死刑台で始まった」（1970年） - 朝吹博士
  - 第143話「死刑台に棲む女」 (1970年)
  - 第220話「大追跡! 殺しのしのび逢い」（1972年） - 朝比奈
  - 第229話「SOSよろめき宝石泥棒」（1972年） - 国際ダイヤモンド協会の保険Gメン
  - 第237話「出発進行! 脅迫凸凹指令」（1972年） - 三浦
  - 第259話「情無用のライセンス」（1973年） -  海老名
- 風 第29話「若き祈り」（1968年、TBS / 松竹）
- 三匹の侍 第6シリーズ 第15話「吹き溜り」（1969年、CX） - 古賀甚十郎
- 東京バイパス指令 第17話「奴を殺（ば）らせ」（1969年、NTV / 東宝）
- プレイガール （12ch / 東映）
  - 第1話「男無用の女ども」（1969年） - 片島ユキヒコ
  - 第44話「悪童の性典」（1970年） - 下松
  - 第283話「謎の社長怪死事件」（1974年） - 岩井
- 花のお江戸のすごい奴 第1話「まぼろしの花嫁」（1969年、CX / 東映 / 新国劇） - 源造
- 孤独のメス（1969年、TBS / 国際放映） - 黒田
- 五番目の刑事 第20話「爪をとぐ狼」（1970年、NET / 東映） - 浦見
- ゴールドアイ 第26話「海底の火薬庫」（1970年、NTV / 東映） - 内堀
- 鬼平犯科帳
  - 第26話「井筒屋おもん」（1970年、NET） - 井筒屋徳兵衛
  - 第49話「神田明神裏」（1970年、NET / 東宝） - 熊川又十郎（越中）
- 紅つばめお雪 第4話「ふたりがひとり」（1970年、NET / 東映）- 武藤平四郎
- 火曜日の女シリーズ / 逃亡者－この街のどこかで－（1970年、大映テレビ室・日本テレビ） -経理課長・平林
- 土曜日の女シリーズ / 闇に浮かぶ微笑み（1973年、日本テレビ）
- 大江戸捜査網（12ch→TX / 日活 - 三船プロ）
  - 第8話「花のお江戸の暴れん坊」（1970年） - 最上新八郎
  - 第58話「盗まれた花嫁」（1972年） - 藤兵衛(まむしの源太)
  - 第206話「流転の女」（1975年） - 山城屋利兵衛
  - 第242話「大暴れ娘かわら版」（1975年） - 剣持典膳
  - 第265話「殺し屋と少年」（1976年） - 加賀屋
  - 第282話「男涙の離縁状」（1977年） - 小野寺左内
  - 第296話「仇討ち素浪人秘話」（1977年） - 千田白鴎
  - 第320話「浮世絵女の秘めた謎」（1977年） - 坂崎外記
  - 第337話「御用金強奪の罠」（1978年） - 徳兵衛（霧の佐平次）
  - 第376話「女の肌に染めた謎の十万両」（1979年） - 柴田主膳
  - 第411話「牢獄に秘めた父娘の真実」（1979年） - 桑原多門
  - 第423話「黒い傷痕に泣く女」（1979年） - 津久田頼母
  - 第481話「連判状が招く姿なき殺人者」（1981年） - 大垣屋
  - 第493話「荒海を斬る隠密同心」（1981年） - 峰岸安之助
  - 第525話「紅花は女の涙」（1981年） - 最上屋彦兵衛
  - 第566話「凶弾! 白い肌の襲撃者」（1982年） - 本庄伊予守
- 人形佐七捕物帳 第17話「八つ目鰻」（1971年、NET / 東宝） - 草壁時次郎
- 天皇の世紀（1971年、ABC） - 島田左近
- 軍兵衛目安箱 第26話「きょうも江戸に」（1971年、NET / 東映） - 宮武陣蔵
- 千葉周作 剣道まっしぐら（1971年、TBS）- 東海坊玄信
- 遠山の金さん捕物帳（NET / 東映）
  - 第42話「追いつめられた男」（1971年） - 浜田屋仙造
  - 第61話「母と名のれない女」（1971年） - 堤弥太郎
  - 第160話「畳の上では死ねない男」（1973年） - 赤沼
- 清水次郎長 第33話「小判の亡者を叩き斬れ」（1971年、CX / 東映 / タケワキプロ）　- 彦山梅雪
- 水戸黄門（TBS / C.A.L） ※出演回数は映画版、外伝、1000回記念スペシャルを含め歴代第3位の55回
  - 第3部 第4話「人狩り -三島-」（1971年12月20日） - 島蔵
  - 第4部（1973年）
    - 第4話「鬼と呼ばれた娘 -三国峠-」 - 須貝玄五郎
    - 第33話「長槍始末記 -古河-」 - 日向頼母

  - 第5部（1974年）
    - 第2話「仇討ち甲州路 -青梅-」 - 岩城甚九郎
    - 第19話「親恋し娘巡礼 -今治-」 - 小野田郡兵衛

  - 第6部 第13話「忍びの女 -鳥取-」（1975年6月23日） - 甚内
  - 第7部（1976年）
    - 第6話「武士道無明 -盛岡-」 - 御堂典膳
    - 第26話「馬にひかれて善光寺 -長野-」 - 堀内武太夫

  - 第8部（1977年）
    - 第11話「風車に賭けた恋 -桑名-」 - 野本主膳
    - 第23話「黄門さまは時の氏神 -大洲-」 - 皆川軍太夫

  - 第9部（1978年）
    - 第7話「裁かれたジャジャ馬姫 -盛岡-」 - 杉沢頼母
    - 第17話「越前めおと奉書 -福井-」 - 瀬川政矩

  - 第10部
    - 第13話「罠にはまった男 -水口-」（1979年11月5日） - 溝口伝十郎
    - 第23話「めざす敵はお殿様 -高遠-」（1980年1月21日） - 神谷主水

  - 第11部（1980年）
    - 第3話「悲願を賭けた砲術くらべ -米沢-」 - 佐々屋十兵衛
    - 第19話「馬に蹴られた悪企み -三国峠-」 - 黒川勘太夫

  - 第12部（1981年）
    - 第2話「頑固くらべで悪退治 -八王子-」 - 服部平四郎
    - 第8話「にせ黄門様の悪退治 -米原-」 - 谷川民部

  - 第13部 第20話「女桃太郎の鬼退治 -博多-」（1983年2月28日） - 西脇掃部
  - 第14部
    - 第3話「姫様そっくり千両役者 -福島-」（1983年11月14日） - 安達武太夫
    - 第15話「仇討ち悲願化物まつり -鶴岡-」（1984年2月6日） - 瀧川将監

  - 第15部（1985年） 
    - 第4話「悪計暴いた身代り花嫁 -大洲-」 - 鳴海屋
    - 第16話「弥七に似ていた風来坊 -広島-」 - 大野屋
    - 第26話「黄門様の婿入り志願 -敦賀-」 - 三国屋

  - 第16部 第6話「敵と呼ばれた助三郎 -島田-」（1986年6月2日） - 牧野幸太夫
  - 第17部
    - 第2話「血染めの直訴状 -八王子-」 （1987年8月31日） - 高室九右衛門
    - 第25話「狙われた二人の黄門様 -大坂-」、第26話「旅の終わりの波瀾万丈 -大坂・江戸-」（1988年） - 月岡修理

  - 第18部 第1話 - 第5話、第9話、第10話、第12話、第15話 - 第17話（1988年 - 1989年） - 玄竜（天竺屋清兵衛）
  - 第20部（1991年）
    - 第20話「弥七を狙う女 -八代-」  - 笹島右京
    - 第46話「印籠盗んだ女掏摸 -会津-」 - 沼野源太夫

  - 第21部（1992年）
    - 第1話「悪鬼が巣喰う岡崎城 -水戸・岡崎-」 - 幻鬼
    - 第18話「悪を蹴散らす神楽面 -備中松山-」 - 徳田修理

  - 第22部（1993年）  - 浦野宗広
    - 第1話「水戸黄門 -水戸-」
    - 第10話「暗雲晴れた和歌山城 -和歌山-」

  - 第23部（1994年）  - 郷田頼母
    - 第1話「水戸黄門 -水戸-」
    - 第11話「陰謀渦巻く加賀百万石 -金沢-」

  - かげろう忍法帖 第9話「忍び文字の謎」（1995年7月17日） - 溝口主殿
  - 第25部 第43話「世直し旅は日本晴れ -江戸・水戸-」（1997年10月27日） - 宇田兵部
  - 第26部 第20話「おいらのちゃんは日本一 -倉吉-」（1998年6月29日） - 猪塚右太夫
  - 第27部 第21話「大金持ちの物拾い -与板-」（1999年8月9日） - 江田大蔵
  - 第31部 第13話「うまい鯛にゃ裏がある -明石-」（2003年1月20日） - 赤堀軍兵衛
  - 1000回記念スペシャル（2003年12月15日） - 岩村主膳
- 大岡越前（TBS / C.A.L)
  - 第2部 第11話「騒乱」（1971年7月26日） - 武田源柳斉
  - 第3部（1972年） - 伊藤八郎太
    - 第1話
    - 第3話「天下の果し合い」

  - 第4部 第8話「秋刀魚にがいか恋の味」（1974年11月25日） - 大場市兵衛
  - 第7部（1983年） 
    - 第9話「相合傘の女」 - 矢野誠十郎
    - 第18話「女が堕ちた焦熱地獄」 - 桑田修理

  - 第11部 第13話「南蛮お化け屋敷の謎」（1990年7月16日） - 柳田能登守
  - 第13部 第19話「両刃が抉る復讐の謎」（1993年3月22日） - 塩崎玄蕃
  - 第15部 第1話（1998年8月24日） - 泉州屋
- 木枯し紋次郎 第8話「一里塚に風を断つ」（1972年、CX / C.A.L） - 良庵
- 荒野の素浪人 第1シリーズ（NET / 三船プロ）
  - 第12話「慕情 赤い谷の女」（1972年） - 麻生十平太
  - 第32話「非情 人斬り賭場」（1972年） - 巽十角
  - 第65話「必殺 荒野の決闘」（1973年） - 羽島蔵人
- 世なおし奉行 第1話「命知らずのサムライたち」（1972年、NET / 東映） - 弥太七
- 忍法かげろう斬り 第8話「姫売り公卿」（1972年、KTV / 東映） - 九条清貴
- シークレット部隊 第14話「スリラー・女の密室で何が起こったか」（1972年、TBS / 大映テレビ）
- 二人の素浪人 第10話「殺し屋には死の報酬」（1972年、CX / 東映） - 秦主水
- 眠狂四郎 第13話「京の雨 紅の肌に咽ぶ」(1972年、KTV / 東映)
- 緊急指令10-4・10-10 第20話「怪鳥ラゴンの襲撃!」（1972年、NET / 円谷プロ） - 生島伸夫
- 怪談 第10話「雪おんな」（1972年、MBS） - 次平
- 太陽にほえろ!（NTV / 東宝）
  - 第38話「オシンコ刑事誕生」（1973年） - 菊地正嗣
  - 第61話「別れは白いハンカチで」（1973年） - 沢井庄吾
  - 第220話「ジュンの復讐」（1976年） - 茂木正造
- 子連れ狼（NTV / ユニオン映画）
  - 第1部 第1話「子貸し腕貸しつかまつる」（1973年） - 振杖外記
  - 第2部 第26話「鞘香」（1974年） - 槍の角兵衛
- 非情のライセンス 第1シリーズ（1973年、NET / 東映）
  - 第7話「兇悪の土地」 - 笹森弁護士
  - 第27話「兇悪な愛の終り」 - 榊弁護士
- 必殺シリーズ（ABC / 松竹）
  - 必殺仕置人 第14話「賭けた命のかわら版」（1973年） - 鳴海屋
  - 暗闇仕留人 第25話「晒されて候」（1974年） - 義平次
  - 必殺必中仕事屋稼業 第24話「知られて勝負」（1975年） - 小田切平之介
  - 必殺仕置屋稼業 第5話「一筆啓上幽鬼が見えた」（1975年） - 円屋高兵衛
  - 必殺仕業人 第23話「あんたこの女の性をどう思う」（1976年） - 間部図書
  - 新・必殺仕置人（1977年）
    - 第19話「元締無用」 - 猫の勘兵ヱ
    - 第32話「阿呆無用」 - 阿波屋伊兵ヱ

  - 必殺仕事人
    - 第23話「渡る世間は鬼ばかりか!?」（1979年） - 服部欽造
    - 第77話「盗み技背面逆転倒し」（1980年） - 高見備前守

  - 必殺仕事人IV 第20話「主水、宮本武蔵の子孫と試合をする」（1984年） - 相模屋彦兵衛
  - 必殺仕事人V 第10話「主水 ヘソクリを盗まれる」（1985年） - 三野田伊織
- 荒野の用心棒 第20話「城攻め 必殺を狙って…」（1973年、NET / 三船プロ） - 伊達軍太夫
- 剣客商売 第8話「辻斬り」（1973年、CX / 東宝 / 俳優座） - 市口孫七郎
- ご存知遠山の金さん（NET / 東映）
  - 第2話「千両富に穴があった」（1973年） - 西脇主膳
  - 第21話「頑張れニセ奉行」（1974年） - 伊兵ヱ
  - 第50話「さて金さんの正体は?」（1974年） - 深沢
- 水滸伝 第9話「宋江・危機一髪」、第10話「梁山泊軍 江州に躍る」（1973年、NTV / 国際放映） - 黄文柄
- 江戸を斬る（TBS / C.A.L）
  - 江戸を斬る 梓右近隠密帳 第9話「決闘鍵屋の辻」（1973年） - 阿部四郎五郎
  - 江戸を斬るII 第7話「じゃじゃ馬姫の恋」（1975年） - 水野又四郎
  - 江戸を斬るIII 第12話「殴られた水戸烈公」（1977年） - 竜山
  - 江戸を斬るIV 第2話「誘拐されたおゆき」（1979年） - 山倉将監
  - 江戸を斬るV 第3話「雛祭り娘目明し初手柄」（1980年） - 稲葉若狭守
  - 江戸を斬るVI（1981年）
    - 第6話「女辻斬り紫頭巾」 - 近藤武左衛門
    - 第28話「おゆき誘拐・危機一髪」 - 稲垣大膳

  - 江戸を斬るVII 第11話「お京誘拐御用旅」（1987年） - 稲取の勘兵衛
  - 江戸を斬るVIII 第7話「火炎地獄は悪の罠」（1994年） - 相良屋
- 伝七捕物帳（NTV /ユニオン映画）
  - 第22話「女ごころのなみだ雨」（1974年） - 恩地十兵衛
  - 第89話 「情けのかんざし供養」（1975年） - 才次
  - 第127話 「悲涙の密告」（1976年） - 半次郎
  - 第132話 「真夜中の白装束」（1977年） - 諸角鉄馬
  - 第136話「孝心 涙の力石」（1977年） - 紋次
- 狼・無頼控（1974年、MBS / 大映テレビ / 映像京都）
  - 第18話「大奥地獄花」
  - 第26話「（秘）指令、狼を殺せ!」
- 旗本退屈男 第23話「旅みやげ梅一輪」 (1974年、NET / 東映)
- バーディー大作戦 （TBS / 東映）
  - 第8話「生きたまま火葬にしろ!」（1974年）
  - 第49話「助けて! 浴室裸体殺人事件!」（1975年） - 後藤コウイチ
- おんな浮世絵・紅之介参る! 第1話「八百八町コマが舞う」（1974年、NTV / ユニオン映画） - 秋場平七郎
- ご存じ金さん捕物帳 第12話「罠の中の花嫁」(1974年、NET / 東映） - 伊佐次
- 破れ傘刀舟悪人狩り（NET / 三船プロ）
  - 第29話「白の恐怖」（1975年） - 松平大膳
  - 第44話「青春の挽歌」（1975年） - 田村監物
  - 第60話「21年目の顔」（1975年） - 内藤刑部
  - 第84話「炎のめぐり逢い」（1976年） - 市川玄蕃
  - 第121話「唐絹は死の匂い」（1976年） - 黒部主膳
- ザ★ゴリラ7 第6話「お湯に群がる野獣ども」（1975年、NET / 東映） - 大野（大野興業社長）
- 賞金稼ぎ 第17話「血と砂のブルース」（1975年、NET / 東映） - 大黒の虎蔵
- 剣と風と子守唄 第20話「兄弟の勲章」（1975年、NTV / 三船プロ） - 和久井多聞
- 長崎犯科帳 第26話「さよなら長崎 また来るぜ」（1975年、NTV / ユニオン映画） - 加賀屋
- 鬼平犯科帳（丹波哲郎）第24話「泣き味噌屋」（1975年 / NET)　- 旗本・秋元左近
- 影同心 第27話「赤いしごきの殺し節」（1975年、MBS / 東映） - 扇屋藤兵衛
- お耳役秘帳 第5話「俺は天下のお耳役」（1976年、KTV / 歌舞伎座テレビ） - 杉本茂十郎
- 隠し目付参上（1976年、MBS / 三船プロ）
  - 第17話「南蛮からくり大怪盗の大逆転か!」 - 蔵前屋
  - 第24話「ザ・カラテ! 姫の肌は紅に染まったか」 - 松倉白翁
- 桃太郎侍（NTV / 東映）
  - 第1話「八百八町罷り通る」（1976年） - 大滝鉄心斎
  - 第29話「ふるさとは遠かった」（1977年） - 村松四郎兵ヱ
  - 第56話「夜空に飛んだ流れ星」（1977年） - 天魔の五郎蔵
  - 第82話「泣くな妹 兄貴はつらい」（1978年） - 喜多川左内
  - 第116話「雪に舞い散る母子唄」（1979年） - 木暮出雲守
  - 第135話「妖しの花を咲かせる女」（1979年） - 土屋飛騨守
  - 第148話「つばめのつばめ」（1979年） - 石川帯刀
  - 第168話「よろず心配ごと指南」（1980年） - 紙屋長門守
  - 第186話「つばめの子育て日記」（1980年） - 西海屋吉兵衛
  - 第216話「大荒れ すずめの里帰り!」（1980年） - 笠井頼母
  - 第234話「金の鯱鉾の女」（1981年） - 高畑内記
  - 第258話「さらば桃太郎」（1981年） - 板垣能登守
- 新・二人の事件簿 暁に駆ける! 第25話「警官仕掛人」（1977年、ABC / 大映テレビ） - 稲村竜二
- 遠山の金さん 第1シリーズ（1977年、NET / 東映）  
  - 第68話「いかさま稼業」 - 若年寄 片桐大膳
  - 第97話「鯨のように飲む男」 - 船手組頭 根岸左近将監
- いろはの"い" 第29話「鉄砲玉の唄」（1977年、NTV / 東宝） - 安達
- 人形佐七捕物帳 （1977年、ANB / 東映） 
  - 第3話「呪われた錦絵美人」 - 藤蔵
  - 第29話「銚子をつぶす左指」 - 富蔵
- 華麗なる刑事 第17話「オームと少女と刑事さん」（1977年、CX / 東宝） - 悪の組織ボス
- Gメン'75（TBS / 東映）
  - 第113話「ガンを宣告された刑事」（1977年） - 菅井組長（菅井組）
  - 第144話「雪原に消えた13人の乗客」（1977年） - バス乗客の弁護士
  - 第199話「土曜日にネズミを殺せ！」（1979年） - 港東署副署長
  - 第221話「海抜3170米の空中ブランコ」（1979年） - 服部恭平（清和観光社長）
  - 第245話「浴槽の死美人」（1980年） - 工藤署長（中野坂署）
  - 第296話「雪の夜 悪魔が生んだ赤ん坊」（1981年） - 矢野捜査課長
  - 第351話「幽霊の指紋」（1982年） - 矢野捜査課長
- 特捜最前線（ANB / 東映）
  - 第24話「金沢・さすらいの女ひとり」（1977年）
  - 第44話「非情の罠・金、女、賭博!?」（1978年）
  - 第66話「判決・毒薬を盛った女!」、第67話「判決II・自白を翻した女!」（1978年）
  - 第95話「爆破魔・傷だらけのアイドル!」（1979年）
- 達磨大助事件帳 第5話「獄門台の赤い雨」（1977年、ANB / 前進座 / 国際放映） - 門田
- 暴れん坊将軍（ANB / 東映）
  - 吉宗評判記 暴れん坊将軍
    - 第20話「人情あやめ河岸」（1978年） - 田浦監物
    - 第29話「大江戸一のドジな掏摸」（1978年） - 南条勘解由
    - 第52話「失脚! 大岡越前守」（1979年） - 浦辺隼人正
    - 第75話「失踪! 加納五郎左衛門」（1979年） - 内藤采女
    - 第104話「日本一の花嫁御寮」（1980年） - 青山備中守
    - 第134話「油地獄のバカ踊り」（1980年） - 国友備前守
    - 第158話「地獄の鐘は暮六つに鳴る」（1981年） - 堀田対馬守
    - 第179話「狸侍一番手柄!」（1981年） - 稲葉伊勢守
    - 第197話「河豚より怖し小判鮫」（1982年） - 松岡伊勢守

  - 暴れん坊将軍II
    - 第16話「鬼が棲む浮世風呂」（1983年） - 建部伊予守
    - 第34話「犬も喰わないめ組の喧嘩!?」（1983年） - 西岡儀左衛門
    - 第89話「八丁堀師走の恋唄」（1984年） - 後島屋長兵衛
    - 第111話「あらイヤだ! 魚の心は恋ごころ」（1985年） - 彦坂刑部
    - 第135話「散らすな忠義の首一つ!」（1985年） - 松浦駿河守
    - 第171話「恋の九十九里、地獄花!」（1986年） - 柳川元甫
    - 第190話「食通くらべ日本一!」（1987年） - 有馬右京太夫

  - 暴れん坊将軍III
    - 第1話 「吉宗初暴れ! 少女涙の訴え状」（1988年） - 鳴海屋
    - 第26話「将軍に裏切られた男」（1988年） - 松波刑部
    - 第121話「無念を晴らした南蛮大魔術!」（1990年） - 筒井主水正

  - 暴れん坊将軍IV 第12話「女泣かせの憎いあいつ!」（1991年） - 掛山郡太夫
  - 暴れん坊将軍V
    - 第6話「助っ人新さんお役者仁義!」（1993年） - 大久保備前守
    - 第33話「鳶口一本、炎の男道!」（1994年） - 梶山丈之介

  - 暴れん坊将軍VI（1995年）
    - 第14話「伊賀者一代血の詫び状」 - 黒岩兵部
    - 第40話「吉宗、騙りを働く!?」 - 花菱屋仁左衛門

  - 暴れん坊将軍VIII 第14話「箱根湯けむりに浮かぶ陰謀」（1998年） - 黒田勘解由
  - 暴れん坊将軍IX 第27話「宿命の絆 わが子に一目逢いたい!」（1999年） - 千々岩兵部
  - 暴れん坊将軍X 第15話「家を乗っ取る兄嫁! 鬼の仕打ちに隠された謎?」（2000年） - 香山能登守
  - 暴れん坊将軍XII 第7話「疑惑の家督相続! 吉宗と二世を誓った女」 （2002年） - 奥田勘右衛門
- 江戸の鷹 御用部屋犯科帖（1978年、ANB / 三船プロ）
  - 第1話「お鷹組誕生」
  - 第21話「暗黒街の子連れ狼」
- 横溝正史シリーズII / 女王蜂（1978年、MBS / 三船プロ） - 九十九龍馬
- 白い巨塔（1978年、CX） - 毎朝新聞記者
- 大追跡 第1話「ハイエナが集まった」（1978年、NTV / 東宝） - 花村
- 大都会 PARTIII 第13話「脱出路」（1978年、NTV / 石原プロ） - 梅沢ヤスオ
- 柳生一族の陰謀 （KTV / 東映）  
  - 第10話「血ぬられた婚礼」（1978年） - 土田播磨守
  - 第34話「やわ肌の秘密」（1979年） - 奈垣の黒杖
- 大空港 （1979年、CX / 松竹） 
  - 第25話「世にも汚ない犯罪者たち 武器密輸団壊滅指令」 - 村木憲治
  - 第47話「ジャンボジェットにマシーンを乗せろ 青春の爆走!」 - 古井組長(古井興業)
- 土曜ワイド劇場（ANB）
  - 松本清張の種族同盟（1979年）
  - 松本清張の寒流（1983年）
  - 棟居刑事シリーズ 第3作「棟居刑事の情熱」（1997年）
  - 高橋英樹の船長シリーズ 第11作「狙われた密会航路」（1999年） - 谷崎勝之助
- 江戸の牙 第2話「戦慄! 蛇目傘の女」（1979年、ANB / 三船プロ） - 近江屋五郎蔵
- 騎馬奉行（KTV / 東映）
  - 第3話「大爆破! 将軍暗殺計画」（1979年）
  - 第17話「大泥棒 赤猫の伊平」（1980年） - 大沢弾正
- ザ・スーパーガール 第30話「襲われた女子大生・恐怖の24時間」（1979年、12ch / 東映） -南郷ダイスケ（南郷建設社長）
- 燃えろアタック（1979年、ANB） - 矢崎鉄也
- 江戸の激斗 第26話「さらば遊撃隊」（1979年、CX / 東宝） - 有村主水
- 新五捕物帳 第92話「十字架の光の陰に」（1979年、NTV / ユニオン映画） - 同心　北野
- 長七郎天下ご免!（テレビ朝日）
  - 第17話「かあちゃんに逢いたい!」（1980年） - 大木弾正
  - 第50話「殉死!悲しき武士道」（1980年） - 浅野武右衛門
  - 第75話「女の罠のうらおもて」（1981年） - 堀田備中守
  - 第100話「男いのちの恋三味線」（1981年） - 堀田河内守
- 斬り捨て御免!（12ch→TX / 歌舞伎座テレビ）
  - 第1シリーズ 第1話「炎と燃える三十六番所の灯」（1980年） - 豊後屋周兵衛
  - 第2シリーズ 第10話「女いのちの地獄肌」（1981年） - 小田屋
  - 第3シリーズ 第12話「黄金に群がる闇の相場師」（1982年） - 近江屋
- 服部半蔵 影の軍団 第4話「京の春・お歯黒の罠」（1980年、KTV / 東映） - 牧野佐渡守
- 新・江戸の旋風 第31話「掠奪された花嫁」（1980年、CX / 東宝） - 平岡丹波守
- 徳川の女たち 第3部「哀惜 母ひとり」（1980年、CX / 東映） - 酒井若狭守
- 旅がらす事件帖 第7話「嵐の中の用心棒」（1980年、KTV / 国際放映） - 地虫の辰
- ザ・ハングマンシリーズ（ABC / 松竹芸能）
  - ザ・ハングマン 燃える事件簿 第6話「オオカミ達の変奏曲」（1980年） - 刑事
  - ザ・ハングマンII 第7話「娼婦マヤ夫人の告発」（1982年） - 李孔云（市原泰典）
  - 新ハングマン 第10話「新人女優に泥をぬる芸能学院女帝」（1983年） - 波多野豪（波多野リサーチ社長）
- それからの武蔵（1981年、TX） - 神尾内記
- 同心暁蘭之介 第4話「地獄のお告げ」（1981年、CX）
- 時代劇スペシャル（CX）
  - 隠密くずれ（1981年）
  - 薩摩飛脚（1982年）- 伊集院玄八郎
  - 紫頭巾 黄金の秘密（1983年） - 大野徳兵衛
  - 秘剣揚羽蝶 源氏九郎颯爽記（1983年） - 河童の丹兵衛 / 河内屋弥右衛門
  - 密偵（1983年） - 万字屋庄兵衛
- 松本清張の黒革の手帖 第6話「執念の果てに」（1982年、ANB） - 川原弁護士
- 松平右近事件帳（1982 - 1983年、NTV / ユニオン映画）
  - 第10話「極楽とんぼのならず者」- 高見沢堅物
  - 第39話「梅吉捕らわる」- 秋谷将監
- 源九郎旅日記 葵の暴れん坊（1982年、ANB / 東映）
  - 第16話「姫のお国の幽霊武者」 - 羽賀重兵衛
  - 第29話「哀れ! 小判の雨に死す」 - 古木掃部
- 柳生十兵衛あばれ旅 第7話「宿場に散った花一輪」（1982年、ANB / 東映） - 三島弾正
- 遠山の金さん（ANB / 東映） ※高橋英樹版
  - パート１ 
    - 第7話「治した患者を殺す医者!」（1982年）
    - 第41話「俺は見た! 料亭"水月"殺人事件」（1983年） - 服部源三郎
    - 第51話「夜霧のめぐり逢い・犯罪河岸の尼僧!」（1983年） - 徳三郎

  - パート２ 第3話「真珠の女・青い海が泣いてます!」（1985年） - 結城甚内
- 西部警察 PART-III 第15話「若き獅子」（1983年、ANB / 石原プロ） - 高見沢直之
- 長七郎江戸日記（NTV / ユニオン映画）
  - 第1シリーズ
    - 第1話「風流双面草紙」（1983年） - 黒木主水
    - SP3「柳生の陰謀」（1984年） - 黒木兵庫
    - 第81話「鬼の目に涙」（1985年） - 溝口出羽守
    - 第104話「目明し気取り」（1986年） -  田久保玄馬

  - 第2シリーズ
    - 第3話「帰って来た逃亡者」（1988年） - 大貫主膳
    - 第27話「千切れ雲、縁の旅」（1988年） - 加倉井刑部

  - 第3シリーズ
    - 第29話「現われた初恋の人」（1991年） - 小田切長門
- 水曜ロードショー特別企画 / 素晴らしきサーカス野郎（1984年、NTV / ユニオン映画）
- 流れ星佐吉 第26話「さよなら大興行」（1984年、KTV / 松竹）
- ニュードキュメンタリードラマ昭和 松本清張事件にせまる 第7回「下山総裁怪死事件 マイ・レール・ロード」（1984年、ANB / 東映）
- 特命刑事ザ・コップ 第4話「たの死い旅をとめろ!」（1985年、ABC / テレキャスト）
- 若大将天下ご免! 第25話「後家のつっぱり、命は要らぬ!」（1987年、ANB / 東映） - 岩間修理
- 名奉行 遠山の金さん（ANB / 東映）
  - 第1シリーズ 第20話「美人姉妹の復讐」（1988年） - 黒田刑部
  - 第2シリーズ 第22話「消えた犯人を探せ!助っ人は年上の女」（1989年） - 室井玄庵
  - 第3シリーズ (1990年)
    - 第2話「お婆ちゃんの隠し財産を狙え!」 - 藤井左馬介
    - 第18話SP「美女の陰謀!関八州あばれ旅」 - 江戸屋万蔵

  - 第4シリーズ（1992年）
    - 第9話「悪事を働く形見の十手」 - 柏原伊勢守
    - 第16話「天誅暗殺団を狙う美人芸者」 - 加賀屋長兵衛

  - 第5シリーズ
    - 第8話「白い肌に溺れた与力」（1993年） - 兵藤外記
    - 第22話「旗本残酷物語 いれずみ侍の涙」（1993年） - 荒尾能登守

  - 第6シリーズ 第15話「女説教強盗の復讐」（1994年） - 天聖堂治兵衛＝梟の久太郎
  - 第7シリーズ 第5話「白い肌の誘惑 嫁姑の真剣勝負」（1995年） - 鍵屋郷右衛門
  - 遠山の金さんVS女ねずみ 第10話「花の舞台のお役者殺人鬼」（1997年） - 生島菊翁
  - 金さんVS女ねずみ 第11話「奉行の母! 長崎の秘密」（1998年） - 千石屋五平
- 翔んでる!平賀源内（1989年、TBS / C.A.L） - 能勢甚四郎
- 八百八町夢日記（NTV / ユニオン映画）
  - 第1シリーズ 第27話「次郎吉捨身の反撃」（1990年） - 兵頭修理亮
  - 第2シリーズ 第29話「見えぬ疫病神」（1992年） - 讃岐伊予守
- 朝の連続ドラマ / いのち草（1990年10月 - 1991年3月、YTV / テレパック）
- 寛永風雲録（1991年、NTV / ユニオン映画） - 牧野備後
- 江戸中町奉行所 第2シリーズ 第1話「闇奉行が帰ってきた!」（1992年、TX / 松竹）
- 付き馬屋おえん事件帳 第2シリーズ 第5話「裏茶屋の秘密」（1993年、TX / 松竹） - 灘屋
- 闇を斬る!大江戸犯科帳 第5話「悲しい嘘」（1993年、NTV / ユニオン映画） - 稲垣民部
- お助け同心が行く! 第12話「消えた花嫁」（1993年、TX / G・カンパニー） - 水沢兵庫助
- 将軍家光忍び旅II 第22話「大激闘! 天下分け目の板橋宿」（1993年、テレビ朝日） - 越智鳴門守
- 江戸の用心棒（NTV / ユニオン映画）
  - 江戸の用心棒 第15話「大奥(秘)怨み節」（1994年） - 立花出雲守
  - 江戸の用心棒II 第3話「美人画の罠」（1995年） - 大垣主膳
- 銭形平次 第4シリーズ 第1話「夜歩き観音」（1994年、CX） - 常陸屋儀兵衛
- ひらり又四郎危機一髪！（1995年、NTV / ユニオン映画） - 大島刑部
- 快刀!夢一座七変化 第1話「その死刑、待った!」（1996年、ANB / 東映）
- 金曜エンタテイメント / お局探偵亜木子&みどりの旅情事件帳 第2作（1998年、CX / 東宝） - 三竹専造
- 痛快!三匹のご隠居 第8話「据え膳食わぬは男の恥! されど自信が…」（1999年、ANB / 東映） - 西尾外記
- 南町奉行事件帖 怒れ!求馬II 第10話「江戸から米が消えた!」（2000年、TBS / C.A.L） - 武蔵屋藤兵衛
- ドラマ30 / 蔵の宿（2000年、CBC） - 島田
- 火曜サスペンス劇場 / 警部補 佃次郎 第11作「かるはずみな言葉」（2000年、NTV / テレパック） - 永坂昭
- 八丁堀の七人 第2シリーズ 第9話「爆発炎上! さらば愛しき妻よ!!最後の大捕物」（2001年、ANB / 東映） - 牢名主
- 御家人斬九郎 第5シリーズ 第1話「迷惑な忠義者」（2001年、CX / 映像京都） - 相模屋
- 月曜ミステリー劇場 / 森村誠一サスペンスシリーズ 第2作「窓」（2003年、TBS） - 柳沢英雄（ゲーム会社・リュウーエイ社長）
- ダムド・ファイル file no. 0004「終の家 瑞穂区」（2003年、NBN） - 父・完治
- はみだし刑事情熱系 クリスマス2時間スペシャル「尾道〜しまなみ海道 港から消えた女!悲劇を結ぶ赤い花の謎!…お前の刑事魂は死んだのか」（2003年、EX） - 佐渡原峰夫

### テレビ番組
- がまかつ 日本列島釣りある記（ANB）

### 映画

#### 河合伸旺 名義
- 道 (1956年) - 浅井

#### 川合伸旺 名義
- 女子大学生 私は勝負する（1959年、東宝） - 二宮和夫
- 別離の歌（1960年、東宝） - 朽木
- 黒い花びら（1960年、東宝） - 中西三郎
- 砂の香り（1968年、東宝） - 劉公英
- 恐喝（1963年、東映） - 金岡
- 武士道残酷物語（1963年、東映） - 下田
- 狙撃（1968年、東宝） - 安部
- 激突! 殺人拳（1974年、東映） - 土田鉄之助
- 日本任侠道 激突篇（1975年、東映） - 倉持義一郎
- 極道社長（1975年、東映） - 山脇喜久丸
- 女必殺五段拳（1976年、東映） - 藤山
- 犬神の悪霊（1977年、東映） - 梶山
- 沖縄10年戦争（1978年、東映） - 桃原
- 水戸黄門（1978年、東映） - 高坂半九郎
- 徳川一族の崩壊（1980年、東映） - 徳川茂承
- 二百三高地（1980年、東映） - 小村寿太郎
- 炎のごとく（1981年、東宝） - 芹沢鴨
- 許されざる者（2003年、シネマパラダイス）

### オリジナルビデオ
- 鍵師カチリ（1998年、ケイエスエス）

## 出演作品（声優）

### 吹き替え

#### 俳優
ポール・ニューマン
- 明日に向って撃て!（ブッチ・キャシディ）※機内版
- アパッチ砦・ブロンクス（マーフィー）※TBS版
- 動く標的（ルー・ハーパー）※テレビ朝日版
- 新・動く標的（ルー・ハーパー）※TBS版
- 栄光への脱出（アリ・ベン・ケナン）※テレビ朝日版
- 傷だらけの栄光（ロッキイ）
- 逆転（アンドリュー・クレイグ）※テレビ朝日版
- 銀の盃（バジル）※テレビ朝日版、テレビ放映時のタイトルは『巨塔の魔法使い』
- 孤独な関係（アルフレッド）
- スティング（ヘンリー・ゴンドルフ）※日本テレビ版(思い出の復刻版Blu-ray収録)
- 世界崩壊の序曲（ハンク）※テレビ朝日版
- タワーリング・インフェルノ（ダグ・ロバーツ）※フジテレビ版（日本語吹替追加収録版Blu-ray収録）
- 追憶（興行師ラリイ）
- 長く熱い夜（ベン・クイック）
- 何という行き方!（ラリー）
- ノーバディーズ・フール（サリー）※VHS版（DVD収録）
- 左きゝの拳銃（ウィリアム・ボニイ）※テレビ朝日版
- ハスラー（エディ・フェルソン）※テレビ朝日版
- ハスラー2（エディ・フェルソン）※フジテレビ版
- ハッド（ハッド）
- 引き裂かれたカーテン（マイクル・アームストロング）※フジテレビ版
- 暴力脱獄（ルーク）※テレビ朝日版（DVD&BD収録）
- マッキントッシュの男（ジョセフ・リアデン）※テレビ朝日版
- レーサー（フランク・キャプア）※テレビ朝日版（DVD収録）
- レディL（アルマン）※テレビ朝日版

マーロン・ブランド
- ケマダの戦い（ウォーカー卿）
- チャップリンの伯爵夫人（オグデン）
- 波止場（テリー）
- 蛇皮の服を着た男（リー・クレイトン）※NET版
- 野郎どもと女たち（スカイ・マスタースン）

#### 映画
- アバランチエクスプレス（マレンコフ〈ロバート・ショウ〉）
- アルプスの少女ハイジ(1970年のテレビ映画) (ゼーゼマン<マキシミリアン・シェル>) ※NHK版
- 怒りの日（ナイル・ヘネシー〈ロッド・スタイガー〉）
- オーメン/最後の闘争（デ・カーロ〈ロッサノ・ブラッツィ〉）
- オクラホマ巨人（メイス〈ジョージ・C・スコット〉）
- キング・コング（ジャック・ドリスコル〈ブルース・キャボット〉）※NHK総合版
- 空爆大作戦（マーティン・ドノバン中尉〈フランシスコ・ラヴァル〉）※日本テレビ版
- 殺意の週末（マイケル・コールドウェル〈オリヴァー・リード〉）
- 寒い国から帰ったスパイ（アレックス・リーマス〈リチャード・バートン〉）
- サイコ（サム・ルーミス〈ジョン・ギャヴィン〉）※フジテレビ版
- 砂漠の流れ者/ケーブル・ホーグのバラード（ケーブル・ホーグ〈ジェイソン・ロバーズ〉）※テレビ朝日版
- 史上最大の作戦（ロバット卿〈ピーター・ローフォード〉）※日本テレビ版
- 突破口!（モリー〈ジョー・ドン・ベイカー〉）※日本テレビ版
- バグダッドの盗賊（アーマッド王〈ジョン・ジャスティン〉）※NHK版
- バトルトラック（ストレイカー〈ジェームズ・ウェインライト〉）※フジテレビ版＝BD収録
- パリのジャンヌ・ダルク（ベイビー〈アラン・ラッド〉） ※NHK版
- 北北西に進路を取れ（フィリップ・ヴァンダム〈ジェームズ・メイソン〉）※日本テレビ版
- 北極の基地/潜航大作戦（ジョーンズ〈パトリック・マクグーハン〉）※日本テレビ版
- ミッドウェイ（レイモンド・スプルーアンス少将〈グレン・フォード〉）※日本テレビ版
- 皆殺しのジャンゴ/復讐の機関砲（デヴィッド〈ホルスト・フランク〉）※日本テレビ版
- 未来世界（シュナイダー〈ジョン・P・ライアン〉）
- レッド・サン（黒田重兵衛〈三船敏郎〉）※TBS版
- 香港発活劇エクスプレス 大福星（ボス〈ポール・チャン〉）※日本テレビ版
- 令嬢画伯（トム〈ジョン・エイガー〉）
- 惑星からの侵略（ヌルミ〈マッシモ・セラート〉）

#### テレビドラマ
- インベーダー シーズン2 #5（ブレーク〈リチャード・アンダーソン〉）
- コルト45（クリストファー・コルト大佐〈ウェイド・プレストン〉）
- シャーロック・ホームズの冒険 四人の署名（ジョン・スモール〈ジョン・ソウ〉）
- スパイ大作戦
  - シーズン2 #19「殺人者の罠」（デビッド・ウェブスター〈ケヴィン・ハーゲン〉）
  - シーズン3 #20「地下百メートルの円盤」（ジーグラー大佐〈デイヴィッド・シェイナー〉）
- タイムトンネル #13（ウィリアム・トラヴィス〈ローズ・リーズン〉）
- 探偵ストレンジ #3（ブレイク〈ケネス・ヘイグ〉）
- 探偵キャノン #6 #24（アレクサンダー・ローパー〈ミッチェル・ライアン〉）
- ミステリー・ゾーン シーズン3 #26（ビル〈チャールズ・エイドマン〉）

### ラジオドラマ
- SFドラマ 宇宙から来た少年（1962年 - 1963年、NHK）
- NHK-FMシアター「大黒屋光太夫」（2003年8月23日） - カムチャツカの代官

### ゲーム
- クーロンズゲート 〜九龍風水傳〜（1997年） - 道光帝